# 점박이돌고래속
알락돌고래속(Stenella)은 참돌고래과에 속하는 돌고래 속의 하나이다. 현재 5종이 알려져 있다. 전 세계 온대와 열대 해역에서 두루 발견된다.

## 하위 종
- 대서양알락돌고래 (Stenella frontalis)
- 클리멘돌고래 (Stenella clymene)
- 범열대알락돌고래 (Stenella attenuata)
- 긴부리돌고래 (Stenella longirostris)
- 줄무늬돌고래 (Stenella coeruleoalba)